# アントウェルペン行政区
アントウェルペン行政区（オランダ語：Arrondissement Antwerpen、フランス語：Arrondissement d'Anvers）は、ベルギーのアントウェルペン州にある3つの行政区の1つ。 また、アントウェルペン司法区の領域は、アントウェルペン行政区の領域と一致している。

## 歴史
アントワープ行政区は、1800年にドュ・ネセス県（オランダ語：Departement Twee Nethen）の郡として設立された。当初は、アントウェルペン、ボーム、ブレヒト、ザンドホーフェン、エーケレン、ベルヘムで構成されていた。1923年に、シント＝ニクラース行政区のブルヒトとズウェインドレヒト（1977年にブルフトとズウェインドレヒトは合併し、現在はズウェインドレヒト）が編入された。
2020年1月1日時点での人口は105万6025人である。

## 基礎自治体
- アールツェラール
- アントウェルペン
- ブーハウト
- ボーム（英語版）
- ボルスベーク（英語版）
- ブラッススガート（英語版）
- ブレヒト（英語版）
- エデゲム（英語版）
- エッセン（英語版）
- ヘーミクセム（英語版）
- ホーフェ（英語版）
- カルムトハウト（英語版）
- カペッレン（英語版）
- コンティフ（英語版）
- リント（英語版）
- マッレ（英語版）
- モルツェル（英語版）
- ニール（英語版）
- ランスト（英語版）
- ルムスト（英語版）
- スヘレ（英語版）
- スヒルデ（英語版）
- スコーテン（英語版）
- スタブルク（英語版）
- ワインエーゲム（英語版）
- ウォンメルヘム
- ウウストウェーゼル（英語版）
- ザンドホーフェン（英語版）
- ズーアーセル（英語版）
- ズウェインドレヒト（英語版）

## 人口
- 出典:Statistics Belgium（1806年から1970年までは12月31日時点の人口、1980年以降は1月1日時点の人口である。）